# پاپ (کانال تلویزیونی)
پاپ (به انگلیسی: Pop) یک کانال تلویزیونی پخش آزاد در انگلستان و ایرلند می‌باشد که متعلق به Sony Pictures Television است. مخاطبان آن کودکان ۸ تا ۱۰ ساله هستند. همچنین نسخهٔ ایتالیایی و پاکستانی این کانال نیز موجود می‌باشد.